# Elizabeth Peyton
Elizabeth Joy Peyton (Danbury, Connecticut, 20 de diciembre de 1965) es una artista estadounidense, pintora, dibujante y fotógrafa, reconocida por sus retratos estilizados, por lo general a pequeña escala, que, si bien ocasionalmente son fruto de sesiones con modelos vivos, suelen derivar con mayor frecuencia de fotografías, cuyas fuentes pueden ser imágenes de revistas gráficas de actores conocidos, músicos o personajes de la realeza, así como fotografías históricas de escritores o artistas; pero también de fotografías que ella misma ha tomado de sus amigos íntimos. Peyton vive y trabaja en Nueva York, Estados Unidos.

## Vida
Peyton creció en Danbury, Connecticut. A los diecinueve años de edad, se fue a vivir a la ciudad de Nueva York, donde estudió en la Escuela de Artes Visuales, de 1984 a 1987, graduándose de Bachelor of Fine Arts (BFA). Su carrera artística despegó a partir de su tercera exposición individual “Room 828”, en el Hotel Chelsea, de Nueva York, en el año de 1993, dedicándose, desde entonces, totalmente a la actividad artística. Peyton se casó con el artista Rirkrit Tiravanija, en 1991; se separaron a finales de los años noventa, y se divorciaron en el 2004. 

## Obra
Las pinturas al óleo y los minuciosos dibujos a lápices de colores de las figuras idealizadas de amigos, personajes históricos y celebridades nos remiten a la estética de las fotografías de moda, pero la composición de los cuadros y el énfasis en la psicología de los modelos muestran una clara influencia de retratistas como Anthony van Dyck, Diego Velázquez, Francisco Goya, Edouard Manet, John Singer Sargent, Andy Warhol, David Hockney y Alex Katz. Elizabeth Peyton ha pintado una galería integrada por los personajes de las novelas de Gustave Flaubert y Stendhal; por figuras de la política y la realeza, como Napoleón, María Antonieta, Luis II de Baviera, Lady Di, Al Gore y Michelle Obama; por escritores reconocidos, como Oscar Wilde; por músicos populares, como Elvis Presley, John Lennon, Kurt Kobain y Pete Doherty; por actores, como Leonardo DiCaprio y Chloë Sevigny; por artistas plásticos, como Eugéne Delacroix, Georgia O’Keeffe, Frida Kahlo, David Hockney y Matthew Barney; y por amistades desconocidas, como Tony, Craig, Ben, Nick y Spencer. La pintora no hace distinciones entre celebridades y personajes anónimos; el título de la mayoría de sus obras es el nombre del modelo; esto tiene el efecto de acercar al retratado con el observador del cuadro, consiguiendo una sensación de confianza. La artista confiesa: “Para mí no existe una separación entre las personas a las que conozco a través de su música o fotos y alguien a quien conozco personalmente. La manera en que los percibo es muy similar; no hay diferencia entre determinadas cualidades que encuentro inspiradoras en ellos; ambos me dan algo mágico en el mismo nivel”. Las obras se caracterizan por un trabajo detallado en las facciones y los labios carmesí de los hombres y mujeres retratados, lo cual los hace fácilmente reconocibles. 
A finales de la década de los noventa, la actitud de los modelos se volvió más introspectiva; ya no posaban en actitud romántica ni tenían un aire de dandy del siglo XIX; ahora Peyton mostraba su psique, a través de la composición y el uso de los colores. En el año 2001, Elizabeth Peyton se mudó de Manhattan hacia North Fork, Long Island, Nueva York, e incorporó a sus cuadros los colores y la luz de la costa de la punta norte, de la isla neoyorkina. Empleó más la pintura basada en modelos y paisajes en vivo, en lugar de recurrir a fotografías, portadas de revistas y recortes de periódicos. En el año 2004, con el alquiler temporal de un estudio en Manhattan, Elizabeth Peyton comenzó a pintar escenas de la vida y de sus propias fotografías, sin dejar de lado los dibujos de fuentes literarias (libros y revistas); en estas obras los colores son más ligeros, aclarados por la luz natural, y las poses de sus modelos se tornaron menos rígidas y más relajadas. Un claro ejemplo es el cuadro “Anette” (2004, óleo sobre tabla, 35.6 x 27.9 cm, colección privada). La artista ha combinado las pinturas dibujadas al natural con las escenas extraídas de fotografías de filmaciones y de fotogramas de películas, como “Jeanne Moreau and François Truffaut (The Bride Wore Black)” (2005, óleo sobre tabla, 12.9 x 22.9 cm, Sender Collection), “Georgia O’Keeffe (after Stieglitz 1918)” (2006, óleo sobre lienzo, 76.5 x 58.7 cm, Colección David Teiger) “Susan Sontag (alter H. C. Bresson’s Susan Sontag, Paris, 1972)” (2006, óleo sobre tabla, 22.9 x 17.8 cm, Colección Tia y David Hoberman, Los Ángeles).
Mientras que algunas de sus obras toman a los protagonistas de fotografías de revistas y de las cubiertas de los discos, y concentran su mirada en jóvenes ociosos, en los últimos años se ha decantado por pintar y dibujar escenas de la vida o de las fotografías, con un efecto global más vulnerable; lo cual es notable en los retratos “Jonathan (Jonathan Horowitz)” (2005, óleo sobre tabla, 30.5 x 22.9 cm), “Matthew” (2008, óleo sobre tabla, 31.8 x 22.9 cm, Colección privada), “John Giorno” (2008, óleo sobre tabla, 25.4 x 20.3 cm), “Liz and Diana (Liz and Diana Welch)” (2006, óleo sobre tabla, 30.5 x 22.9 cm, The Sander Collection), “Angus and Jonathan (Angus Cook and Jonathan Caplan)” (2006-07, óleo sobre tabla, 25.4 x 20.3 cm, Colección Mandy y Cliff Einstein) y “Nick and Pati (Nick Mauss and Pati Hertling)” (2007, óleo sobre tabla, 33 x 25.4 cm, Colección privada). En el último lustro, Peyton ha explorado los tradicionales bodegones, aunque con un fuerte elemento de retratos; obras como “Pati” (2007), “Flowers and Diaghilev” (2008), “Cat (Cat Still Life)” (2009), “Flowers. Lichtenstein, Parsifal” (2009), “Flowers and Books Camille Claudel, # 1” (2010) y “Acteón, Justin Bieber, and Grey Roses” (2011), muestran la imagen del retratado oculta entre la naturaleza y una amplia gama de objetos estáticos, que extraen su personalidad y estado ánimo. En el año 2012, Elizabeth Peyton continuó pintando retratos con un fuerte elemento de naturaleza muerta; un reflejo de esta tendencia es la exposición “Jonathan Horowitz-Elizabeth Peyton. Secret Life”, en la galería Sadie Coles HQ, en Londres, Inglaterra (del 7 de junio al 25 de agosto de 2012), en la que Horowitz y Peyton integran varias técnicas plásticas para explorar la relación entre las plantas y la psicología humana. En el año 2013, presentó dos exposiciones individuales en los Estados Unidos ("Klara: 13 Pictures", Michael Werner Gallery, Nueva York; serie de trece retratos de su amiga, la también artista Klara Liden; y una exposición en la galería Gavin Brown’s enterprise, Nueva York); y una en Alemania ("Here She Comes Now", Staatliche Kunsthalle Baden-Baden). A las cuales siguieron, en el año 2014, "Elizabeth Peyton: Da scheinest Du, o lieblichster der Sterne", Neugerriemschneider, Berlín, Alemania; y "Street posters in the centre of Arles", Fondation Vincent Van Gogh, Arlés, Francia. Las últimas obras de Elizabeth Peyton se han caracterizado por un tratamiento más abstracto en sus retratos, y una paleta con colores opacos.

## Exposiciones individuales
La artista cuenta con 67 exposiciones individuales. Peyton celebró su primera exposición individual en la galería “Althea Viafora” (en la planta baja del #568 Broadway, en Nueva York, del 10 de noviembre al 3 de diciembre de 1987), y su segunda en el cuarto 828, del Hotel Chelsea, de Nueva York, en el año de 1993. Entre sus exposiciones individuales destacan: en el Kunstmuseum, en Wolfsburg, Alemania (1998); Museo de Arte Contemporáneo (Basilea), Suiza (1998); Castello di Rivoli–Museo d’Arte Contemporanea, en Turín, Italia (1999); Sadie Coles HQ at the Royal Academy of Art, en Londres, Inglaterra (2002); “Elizabeth Peyton: opere su carta, Roma roma roma”, en Roma, Italia (2003); “Ghost”, una retrospectiva de los grabados de la artista, en el Mildred Lane Kemper Art Museum, St. Louis, EE. UU., y en el Opelvillen, Rüsselsheim, Alemania (ambos en el año 2011); y la gran retrospectiva “Live Forever”, en el New Museum, Nueva York, el Walker Art Center, Minneapolis, EE. UU., la Whitechapel Art Gallery, Londres, y el Bonnefanten Museum, Maastricht (2009-10). “Reading and Writing”, en el Museo Irlandés de Arte Moderno, Dublín, en el 2009, reunió mucha de su obra basada en la literatura.  “Wagner”, en la Galería Met, de la Ópera Metropolitana de Nueva York, en el 2011. Las exposiciones individuales en la Gagosian Gallery, en París, Francia (2011); y en el Regen Projects, Los Ángeles, California, Estados Unidos (2012); así como la exposición “Secret Life” (con Jonathan Horowitz), en la galería Sadie Coles, en Londres, Inglaterra (2012); "Klara: 13 Pictures", Michael Werner Gallery, Nueva York, Estados Unidos (2013); "Elizabeth Peyton. Gavin Brown’s enterprise", Nueva York, Estados Unidos (2013); "Here She Comes Now", Staatliche Kunsthalle Baden-Baden (2013); "Elizabeth Peyton: Da scheinest Du, o lieblichster der Sterne", Neugerriemschneider, Berlín, Alemania (2014); y "Street posters in the centre of Arles", Fondation Vincent Van Gogh, Arlés, Francia (2014).

## Exposiciones colectivas
Peyton ha participado en más de ciento ochenta exposiciones colectivas, entre las que destacan “Campo”, en la Bienal de Venecia (1995), Projects 60 (con Luc Tuymans y John Currin), en el Museo de Arte Moderno de Nueva York (1997), y la “Bienal Whitney”, en el Museo Whitney de Arte Estadounidense, en Nueva York (2004). El autorretrato “Savoy (self-portrait)” (1999, lápices de colores sobre papelería de hotel, 21 x 15 cm, Colección privada, Berlín), en el que dibuja, sobre un papel con el sello del Hotel Savoy de Londres, su imagen de cuerpo entero, tomando una fotografía, fue seleccionado para la exposición colectiva “Drawing now: Eight propositions” –presentada en el Museo de Arte Moderno de Nueva York, del 17 de octubre de 2002 al 6 de enero de 2003-, la cual consistió en unos 250 dibujos, de 26 artistas de Europa, Asia y América, divididos en ocho secciones que representaban las distintas tendencias en el dibujo contemporáneo. La exposición colectiva “Regarding Warhol; Fifty Artists, Fifty Years”, en el Museo Metropolitano de Arte, de Nueva York, del 18 de septiembre al 18 de diciembre de 2012, exhibió el cuadro “Blue Kurt” (1995, óleo sobre tela, 50.8 x 40.6 cm, colección privada), de Elizabeth Peyton, al lado de obras de Andy Warhol, y de artistas contemporáneos importantes que han sido influenciados por Warhol, como Gerhard Richter, Nan Goldin, Cindy Sherman y Jeff Koons. 

## Colecciones
Las obras de Elizabeth Peyton se encuentran en las colecciones de importantes museos: Museo de Arte Carnegie, Pittsburgh, Estados Unidos; Centro Pompidou, París, Francia; Cranford Collection, Guernsey, Reino Unido; Museo de Arte de Basilea, Suiza; Kunstmuseum, Wolfsburg, Alemania; Museo de Bellas Artes de Boston, Estados Unidos; Museo de Arte Moderno de Nueva York, Estados Unidos; New Museum, Nueva York, Estados Unidos; Museo de Arte Moderno de San Francisco, Estados Unidos; Seattle Art Museum, Seattle, Estados Unidos; Museo de Arte de San Luis, Estados Unidos; Walker Art Centre, Minneapolis, Estados Unidos; y Museo Whitney de Arte Estadounidense, Nueva York, Estados Unidos.

## Premios
- 2006 14th Annual Larry Aldrich Award, premio que otorga anualmente el Aldrich Contemporary Art Museum, en honor a su fundador.

## Posición en el Mercado de arte
Desde la década de los 2000, las obras de Elizabeth Peyton han aumentado su valor de manera considerable. Aquí algunos ejemplos de los precios obtenidos en subastas: 
- Precio: Ochocientos mil dólares.

Obra. “John Lennon 1964” (1996, óleo sobre tabla, 61.2 x 48.5 cm)
Fecha de venta: 11 de mayo de 2005.
Casa de subasta: Christie’s, Nueva York.
- Precio: Ochocientos cincuenta seis mil dólares.

Obra. “Colin de Land” (1994, óleo sobre lienzo, 152.4 x 101.6 cm)
Fecha de venta: 8 de noviembre de 2005.
Casa de subasta: Christie’s, Nueva York.
- Precio: Setecientos sesenta nueve mil dólares.

Obra. “Kurt Cobain” (1995, acrílico sobre lienzo, 40.6 x 30.5 cm)
Fecha de venta: 13 de mayo de 2008.
Casa de subasta: Christie’s, Nueva York.
- Precio: Setecientos cuarenta mil dólares.

Obra. “Jarvis (dancing)” (1996, óleo sobre lienzo, 61.5 x 45.7 cm)
Fecha de venta: 15 de mayo de 2008.
Casa de subasta: Sotheby’s, Nueva York.